# Giovanni Battista Arnaud
Giovanni Battista Arnaud (Valgrana, 12 gennaio 1853 – Caraglio, 9 gennaio 1910) è stato un pittore italiano.
Ricordato principalmente come affreschista, tecnica in cui manifestò una certa abilità nei complementi a chiaroscuro, le sue opere si trovano in numerose chiese, palazzi, edifici pubblici del Piemonte e in alcune chiese in Francia e Inghilterra. 

## Biografia
Formatosi all’Accademia Albertina di Torino con insegnanti fra i quali Andrea Gastaldi ed Enrico Gamba, vide riconosciuta la sua attività pittorica in Italia, Francia e Inghilterra.
Partecipò all’Esposizione di Cuneo del 1898 con studi a pastello e dipinti .
Realizzò vari affreschi in diverse chiese piemontesi come il santuario di Sant’Anna di Vinadio, la Chiesa della Visitazione di Maria Vergine di Roccavione , la chiesa di San Giovanni Battista a Caraglio, il santuario di San Mauro a Busca , il santuario della Madonna della Divina Provvidenza a Peveragno , la parrocchiale di San Martino a Valdieri, la cappella della Madonna del Bealetto a Entracque, la parrocchiale di San Pietro in Vincoli a Limone Piemonte . Nella chiesa parrocchia di Santa Margherita a Paesana lasciò un'Annunciazione su tela nel 1901 ed uno Sposalizio della Vergine . Anche a Paesana i suoi affreschi ricoprono l'interno della Chiesa Confraternita di Santa Croce.
Nella maggior parte di queste chiese è apprezzabile l'abilità dell'Arnaud nella realizzazione degli scomparti a grisaglia.
A Caraglio, dove si stabilì, operò il restauro e la realizzazione di nuovi affreschi al palazzo Marchetti, commissionatigli dalla famiglia Garin di Cocconato, originaria di Nizza e proprietaria dell'edificio .
Sue opere come ritrattista le sue opere si possono osservare principalmente nella sala consiliare del Comune di Caraglio, dove è conservato un ritratto di re Umberto I. Dipinse anche il ritratto del conte Garin di Cocconato e dell'ingegner Sebastiano Grandis, noto per aver progettato e diretto nel 1870 la costruzione del traforo ferroviario del Frejus.
In Francia affrescò una chiesa di Selonnet, nel dipartimento delle Alpi dell'Alta Provenza.
In Inghilterra tra il 1885 e il 1886 eseguì affreschi e lavori nella chiesa italiana di San Pietro a Londra, dove fu anche supervisore di tutto il lavoro di decorazione. Gli affreschi furono realizzati in collaborazione con un altro artista piemontese, Francesco Gauthier .
I suoi dipinti ad olio su tela adornano varie chiese del nord Italia, e una parte di quest'opera è catalogata tra i beni artistici religiosi della provincia di Cuneo. Spiccano i seguenti lavori  :
- Maddona della Neve (1888)
- Natività di Maria (1897)
- Presentazione al Tempio di Maria (1892)
- Sant'Anna insegna a leggere a Maria (1893)
- San Giuseppe da Leonessa (1904)
- Madonna col Bambino e santi (1905)

Giovanni Battista Arnaud morì a Caraglio il 9 gennaio 1910. Le sue spoglie riposano nella cappella di famiglia nel cimitero del paese; cappella adornata dagli affreschi del nipote, il pittore Giovanni Arnaud "junior".

## Galleria d'immagini

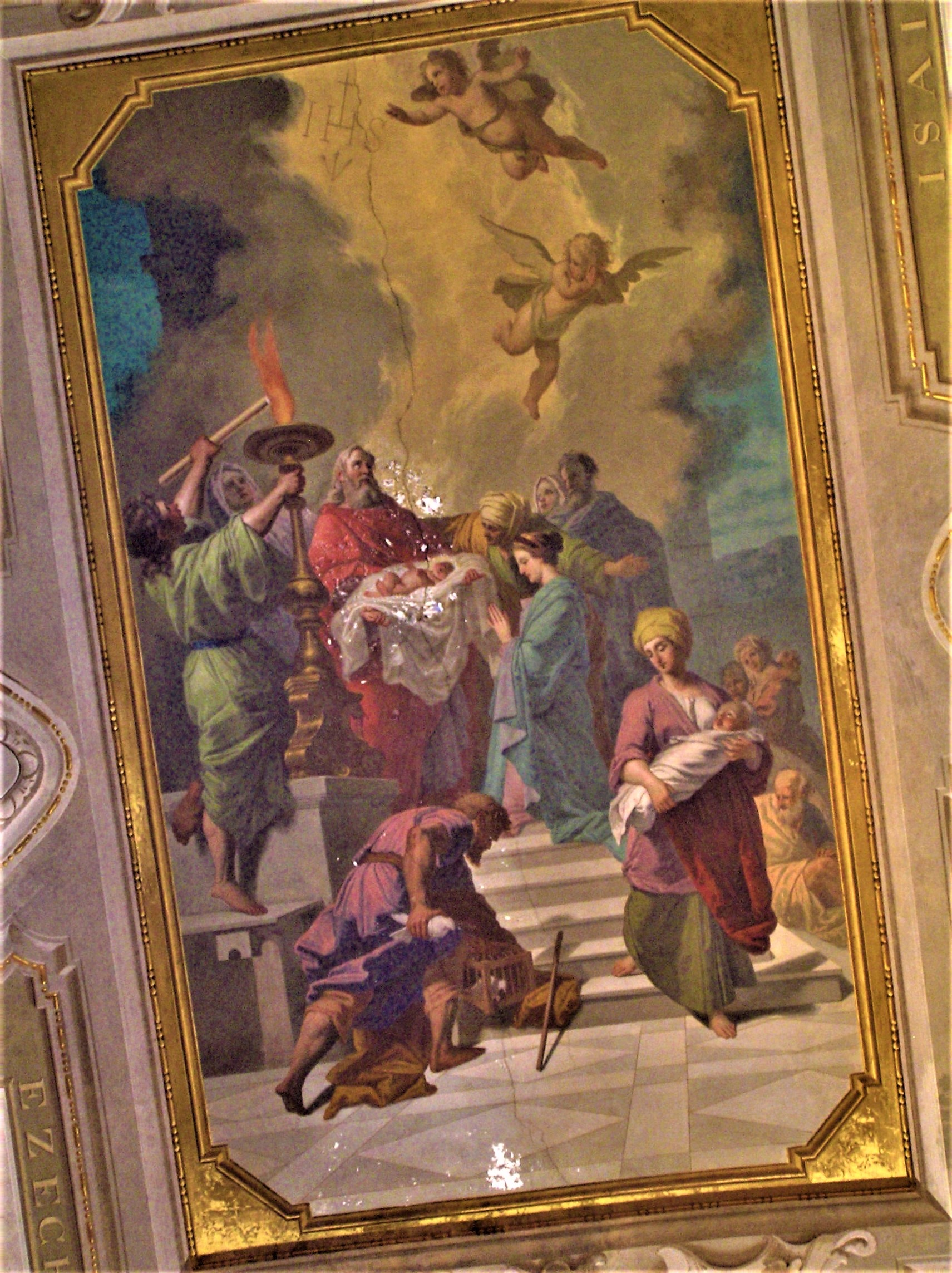
Chiesa di San Giovanni Battista, Caraglio
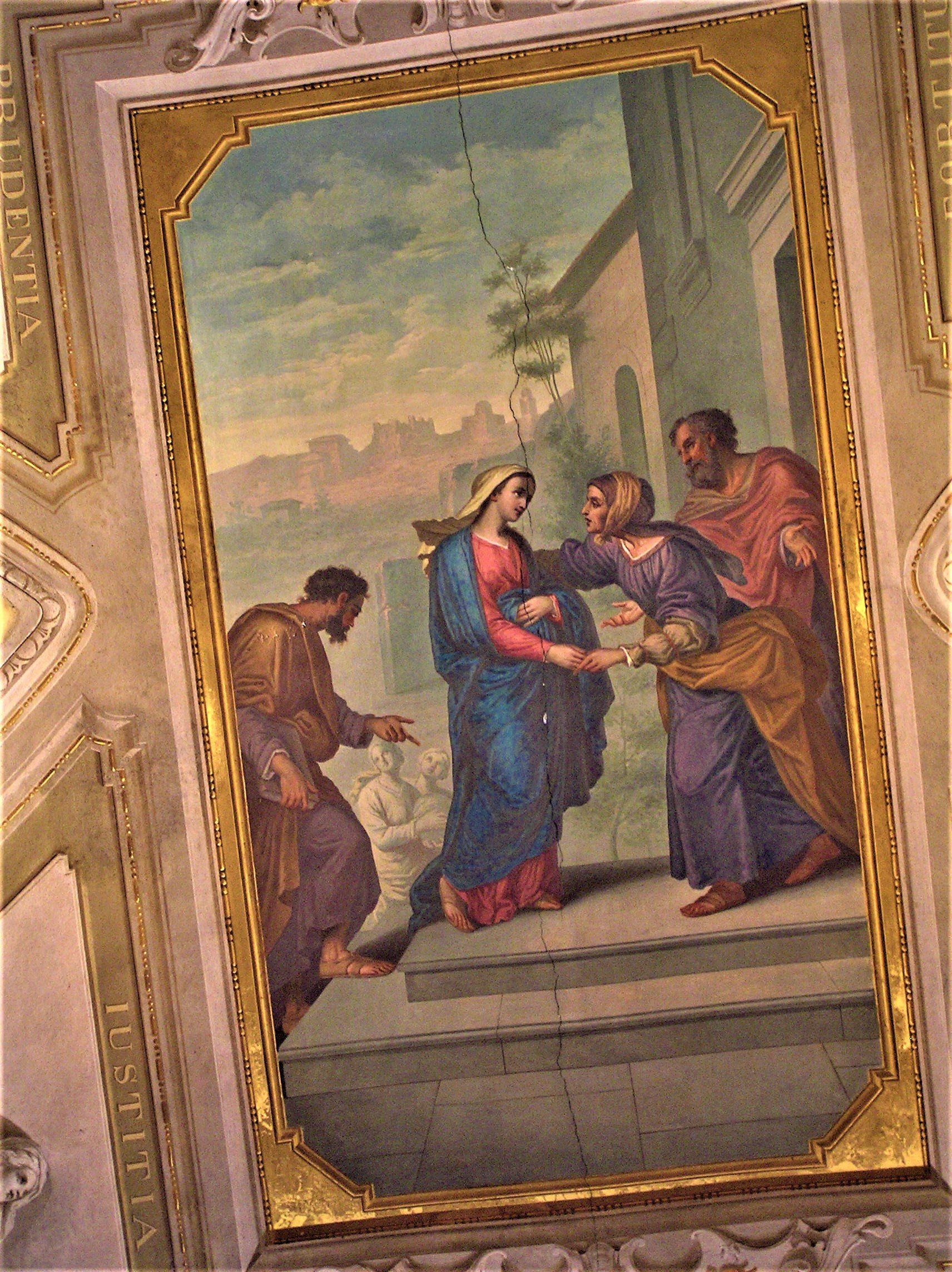
Chiesa di San Giovanni Battista, Caraglio
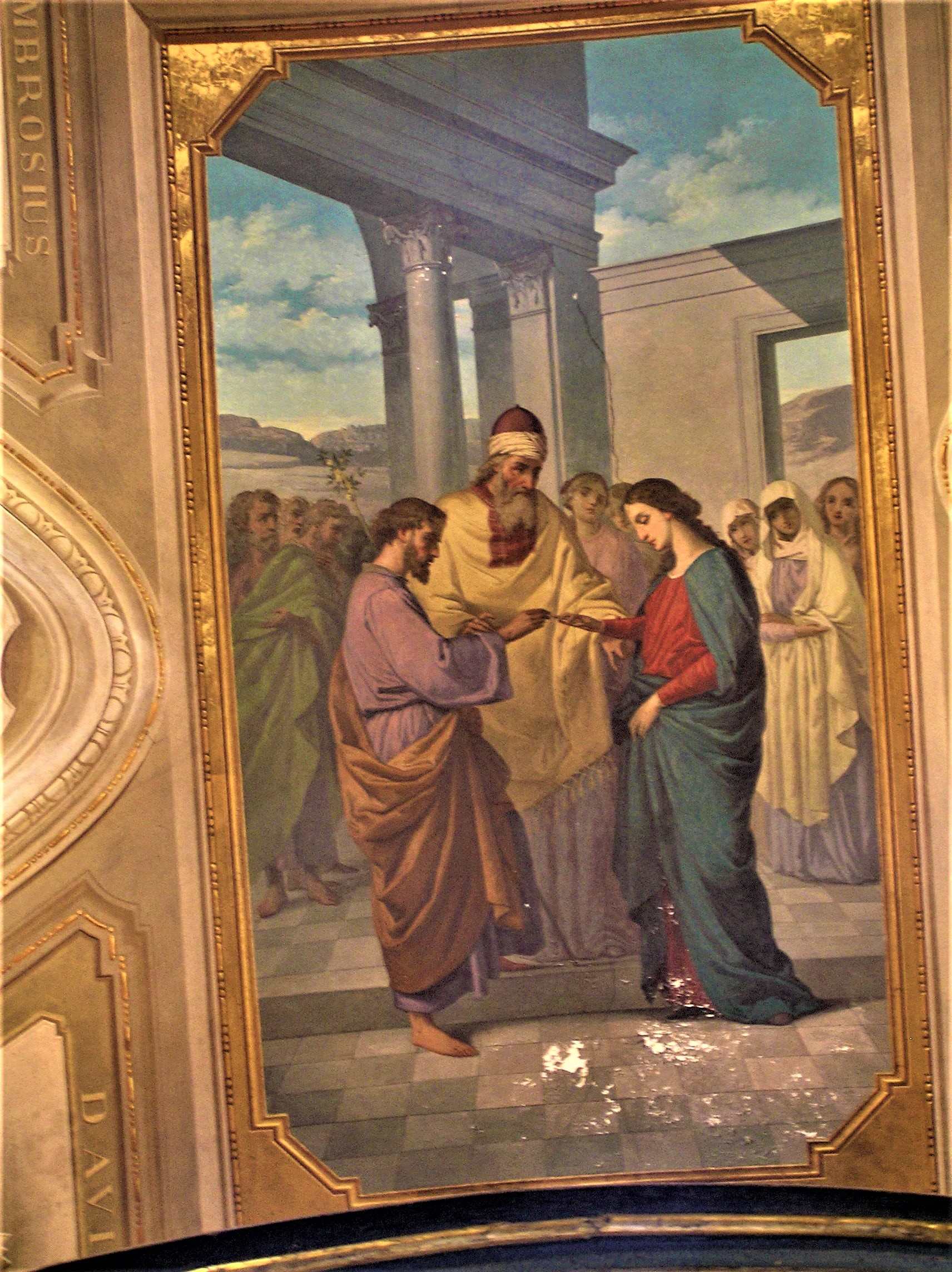
Chiesa di San Giovanni Battista, Caraglio
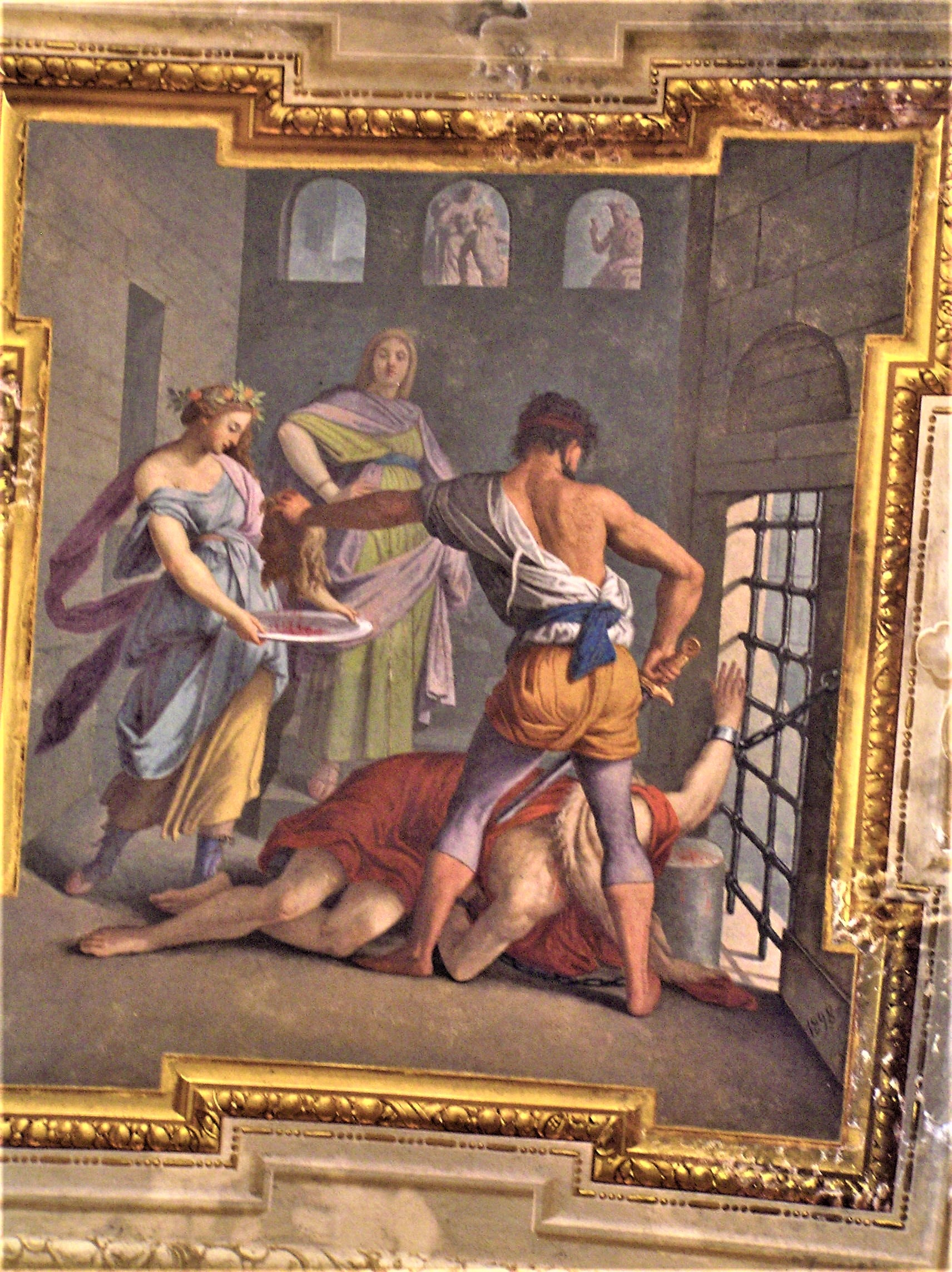
Chiesa di San Giovanni Battista, Caraglio
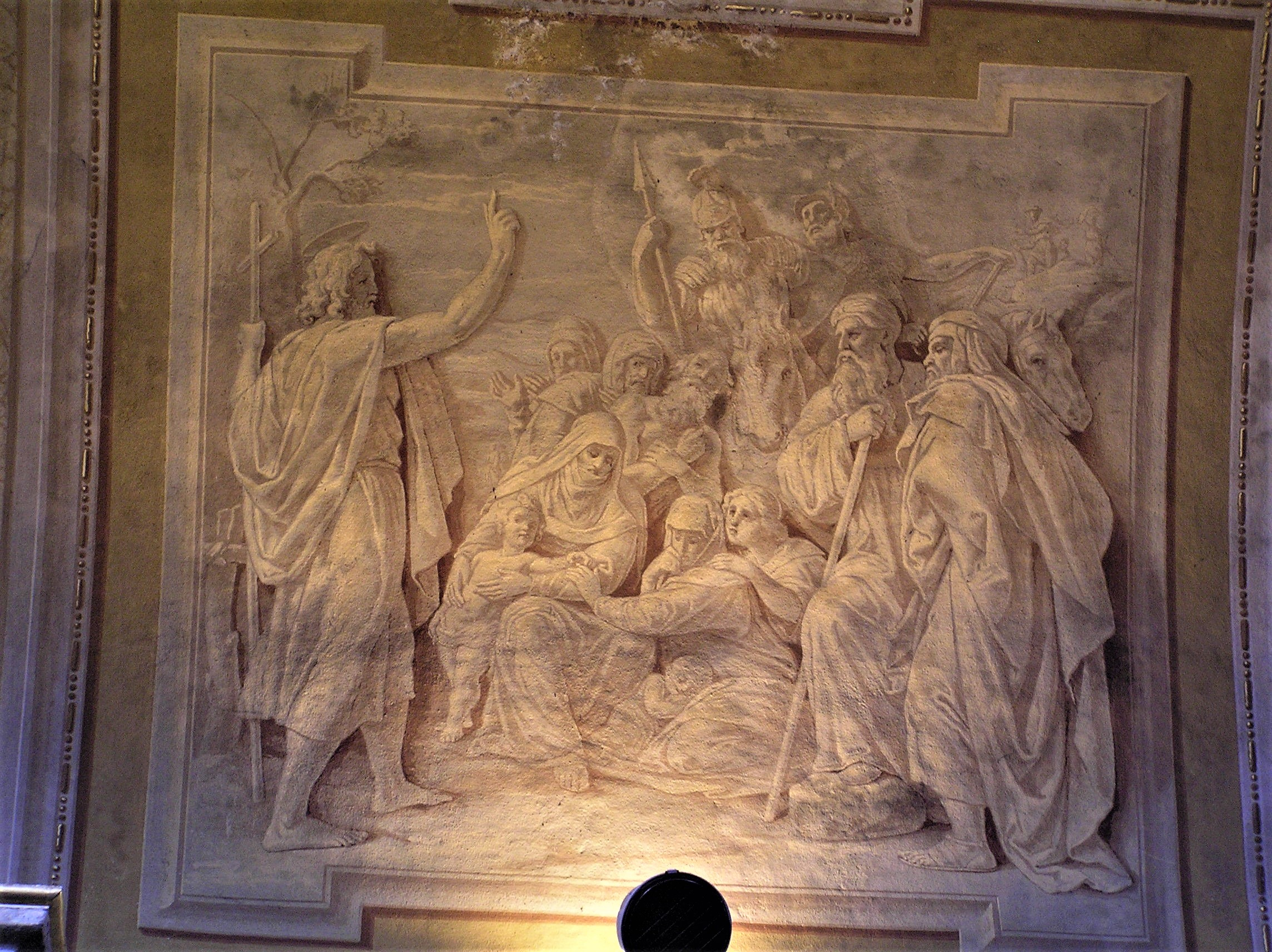
,Chiesa di San Giovanni Battista, Caraglio
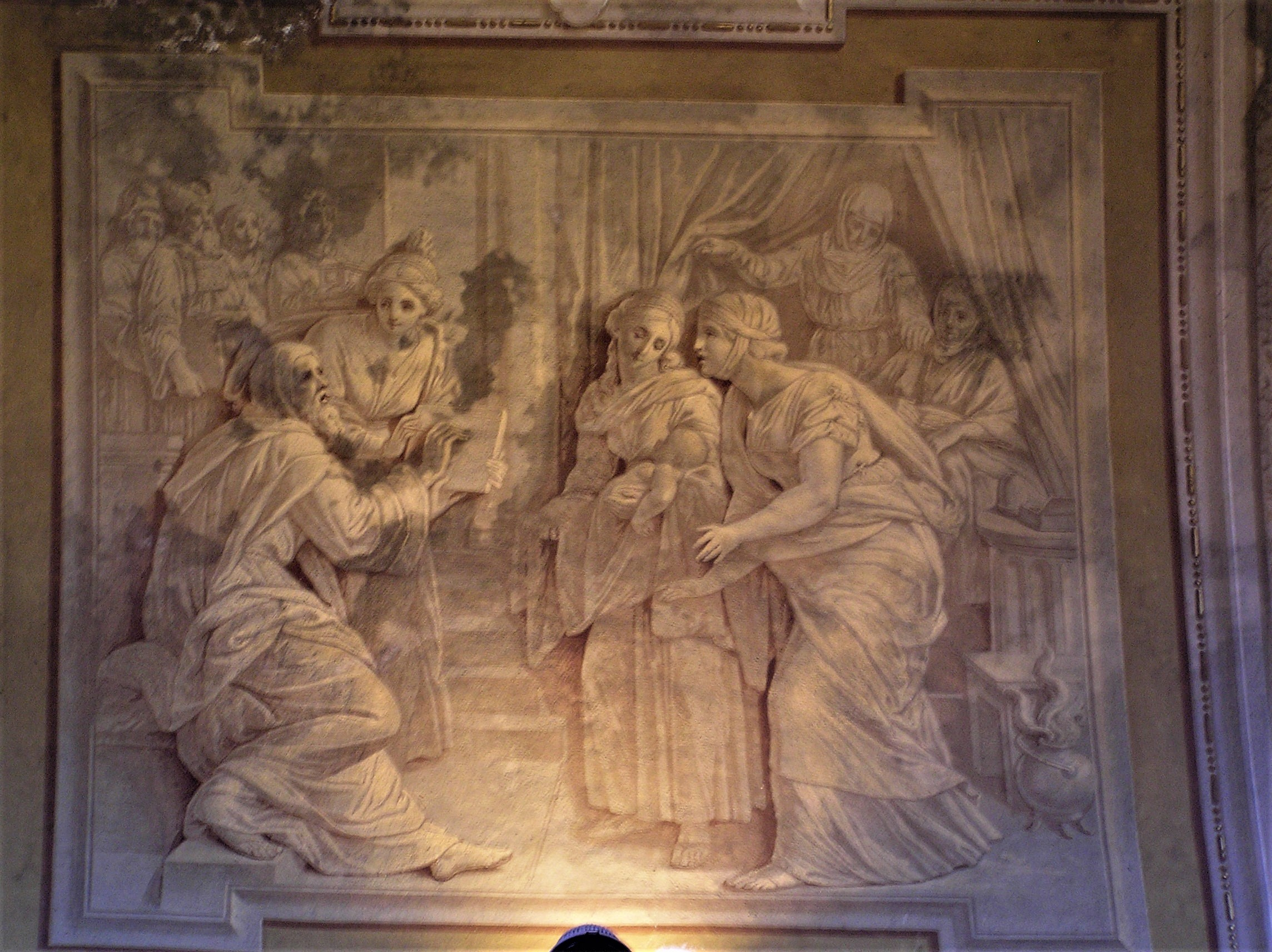
,Chiesa di San Giovanni Battista, Caraglio
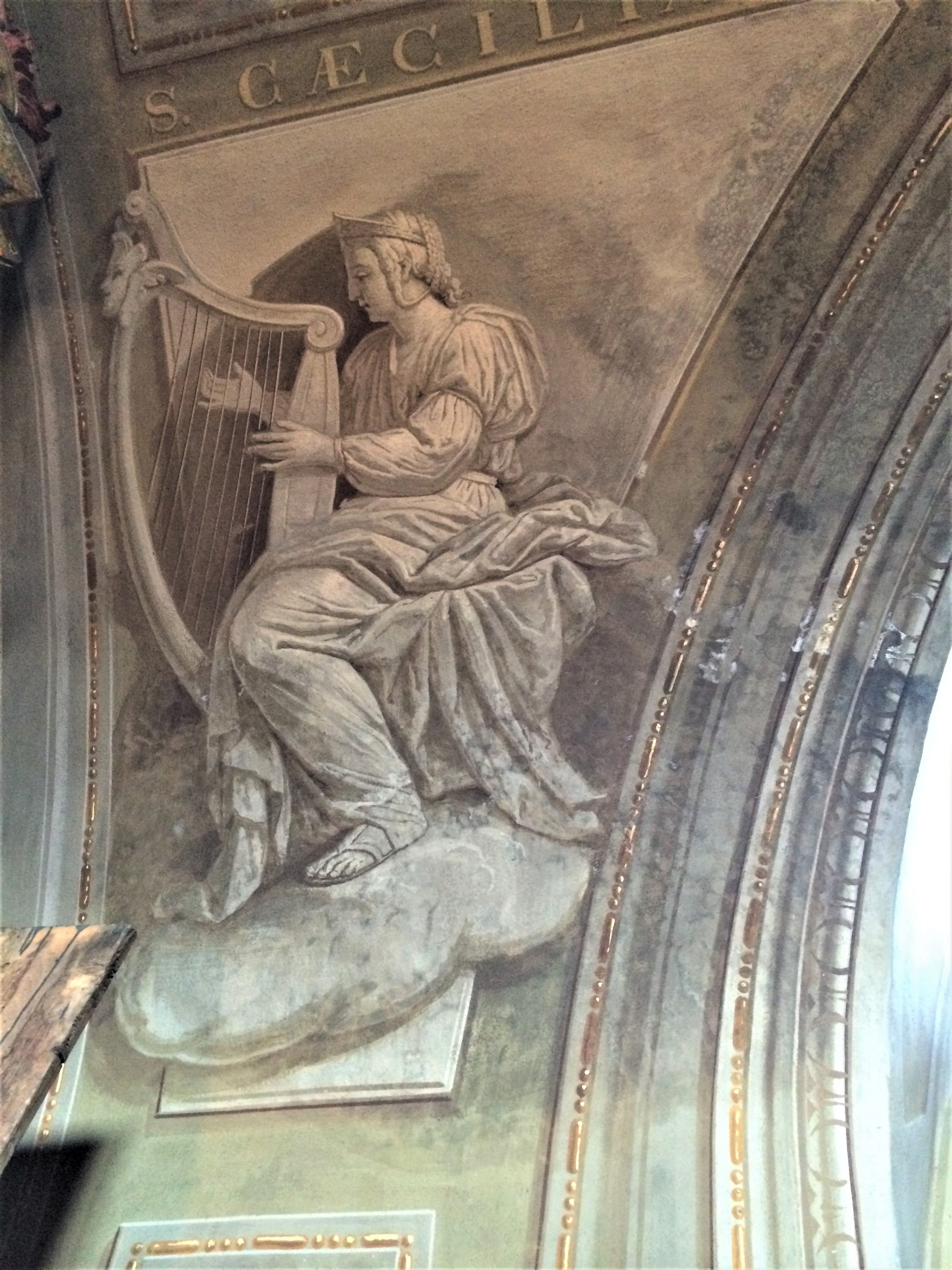
Chiesa di San Giovanni Battista, Caraglio
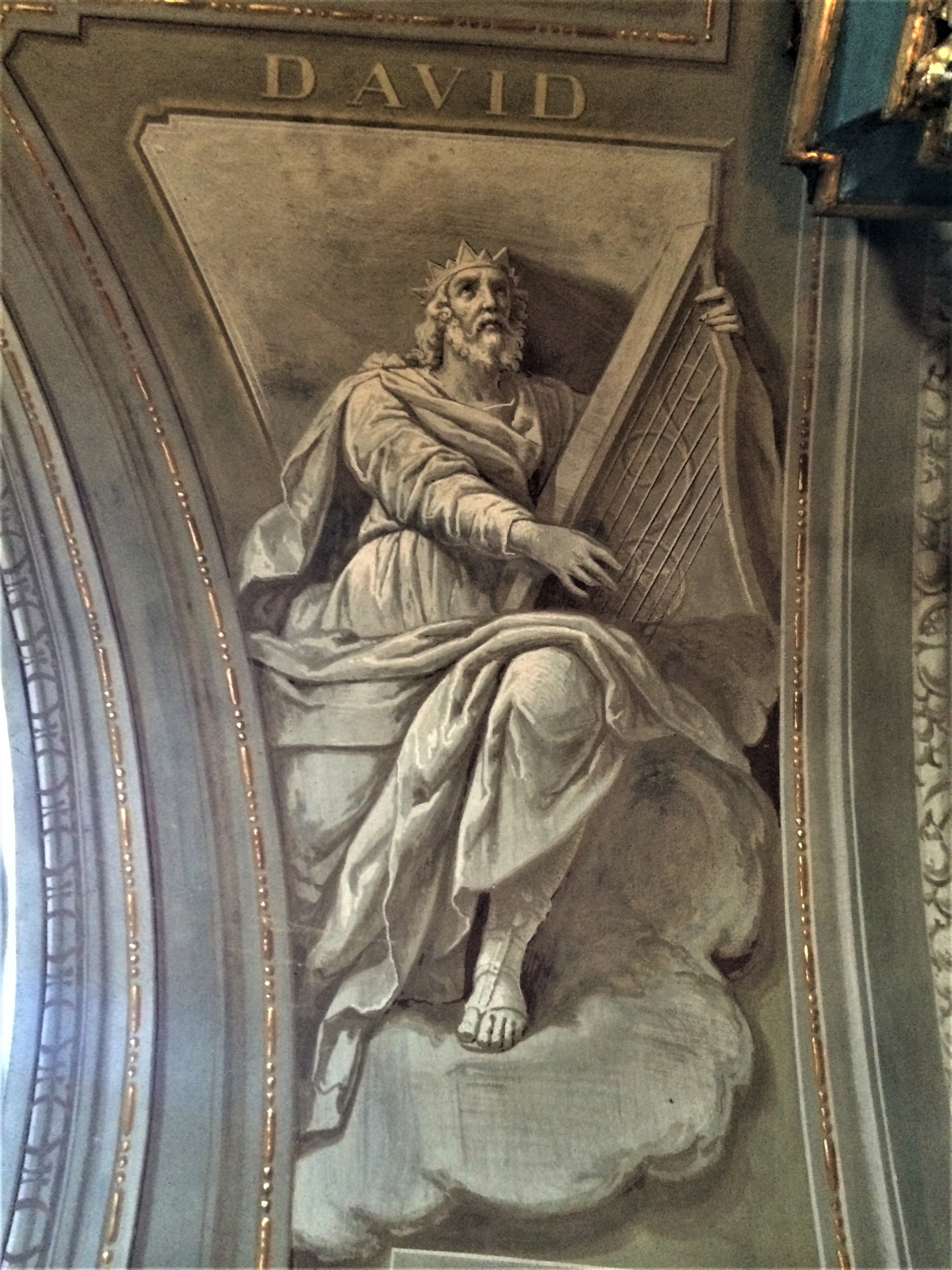
Chiesa di San Giovanni Battista, Caraglio
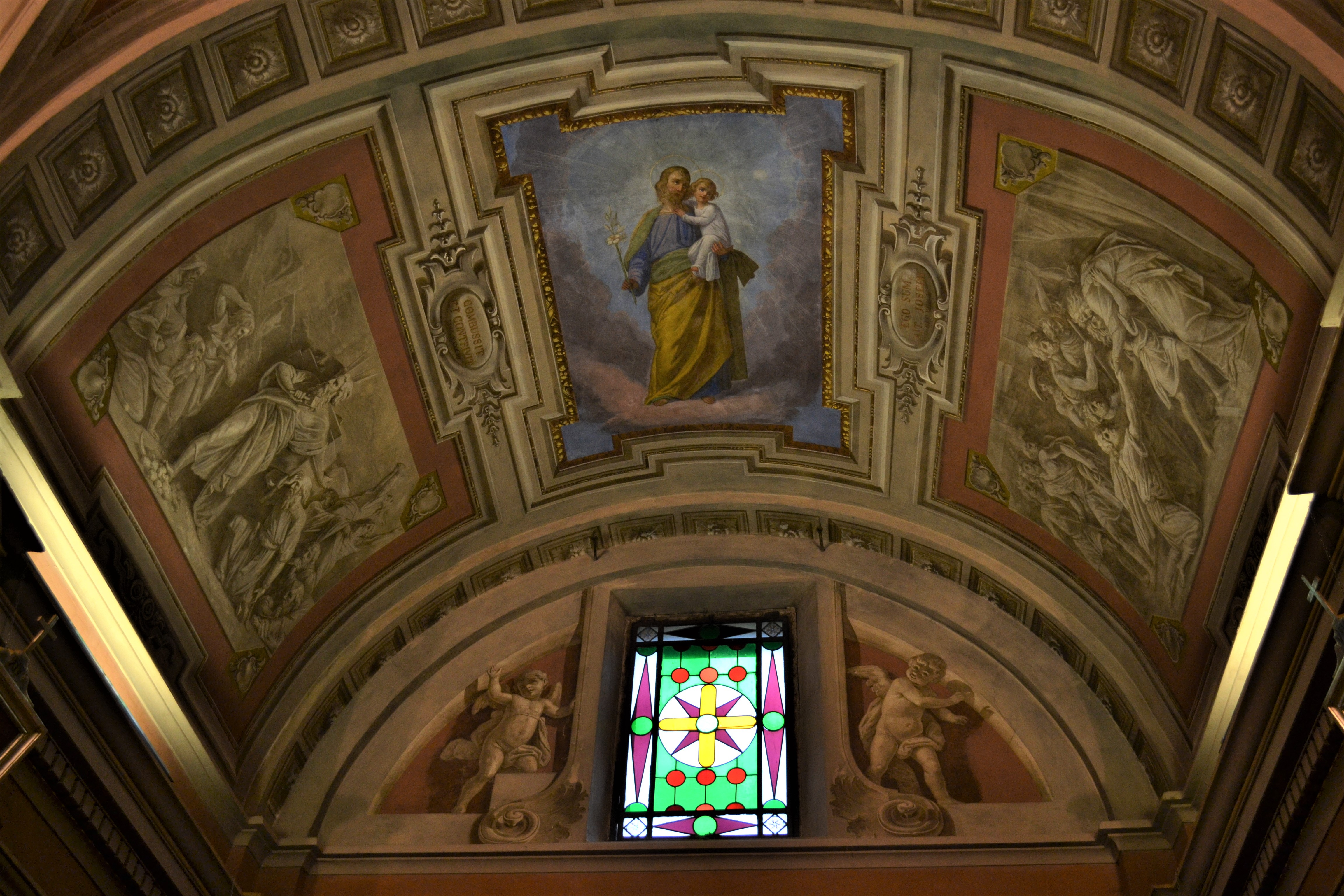
Santuario di San Mauro, Busca
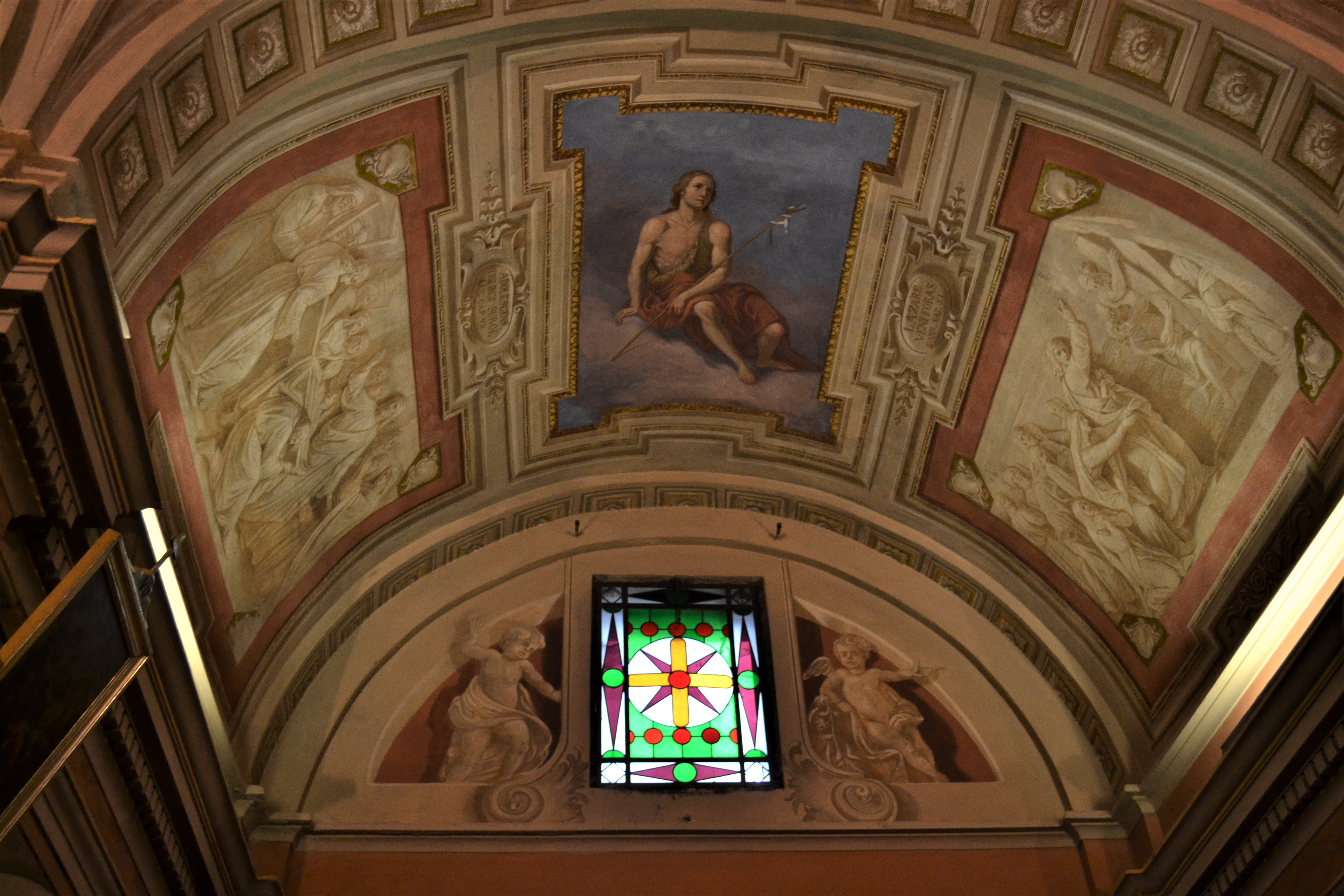
Santuario di San Mauro, Busca
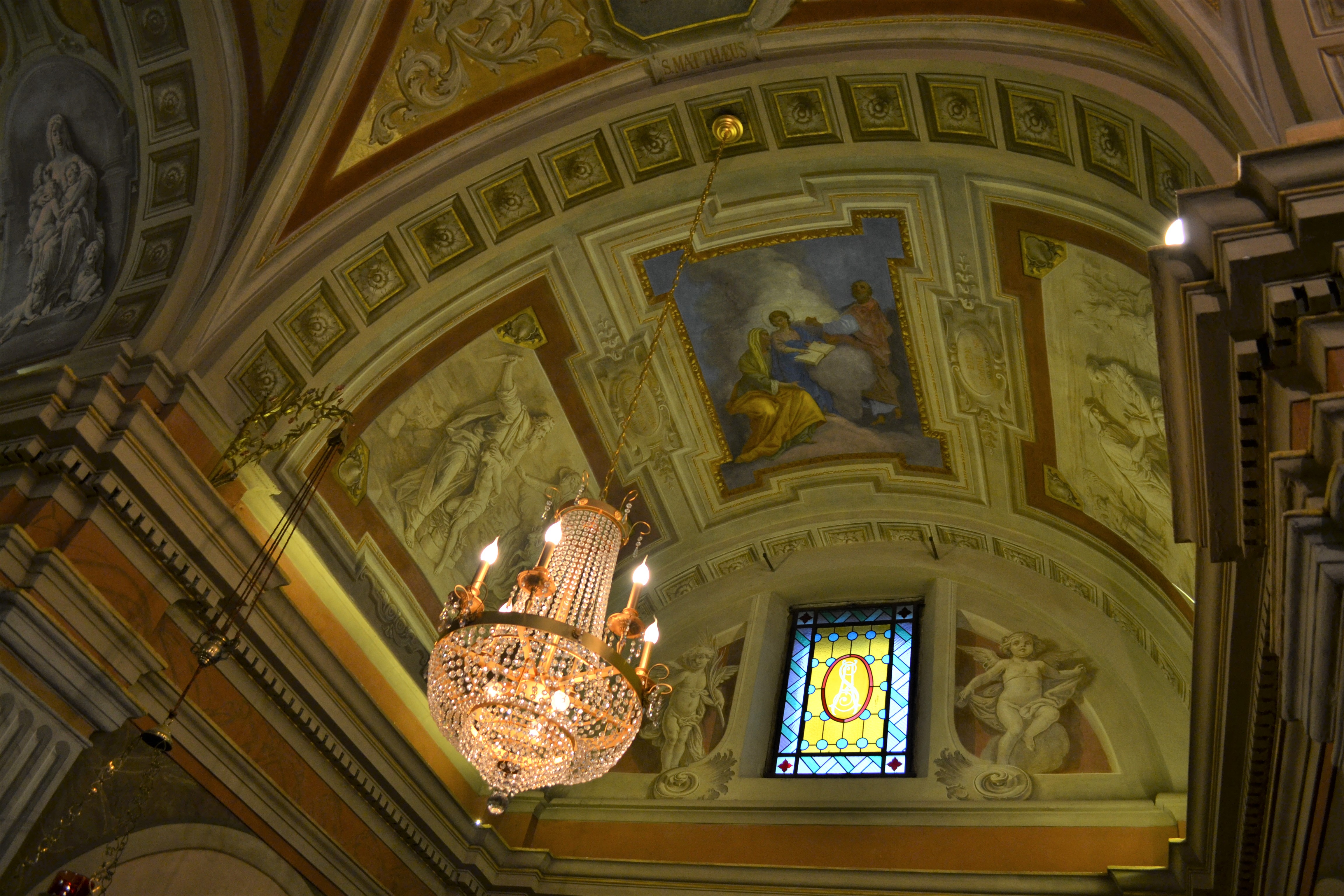
Santuario di San Mauro, Busca
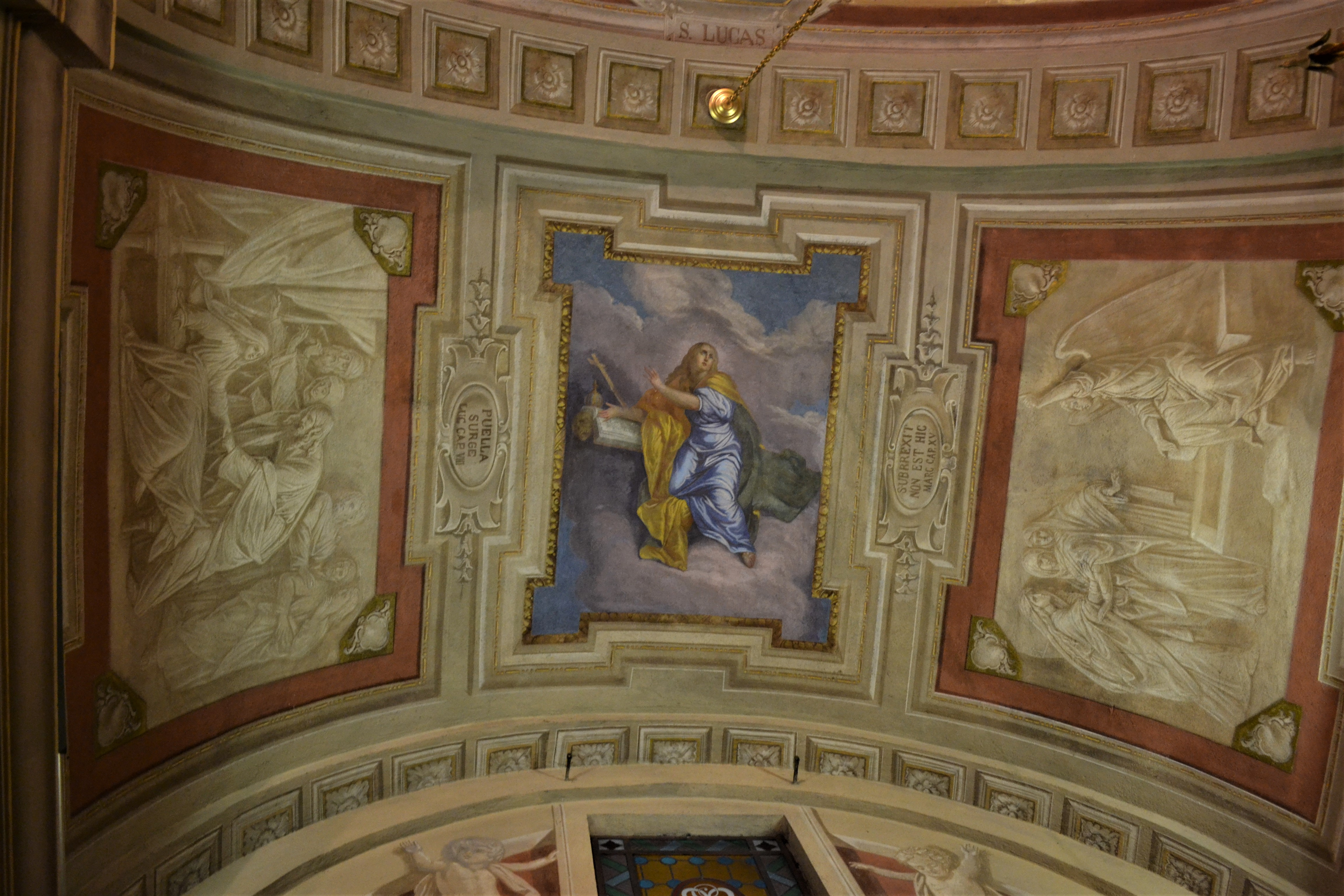
Santuario di San Mauro, Busca